# 針山

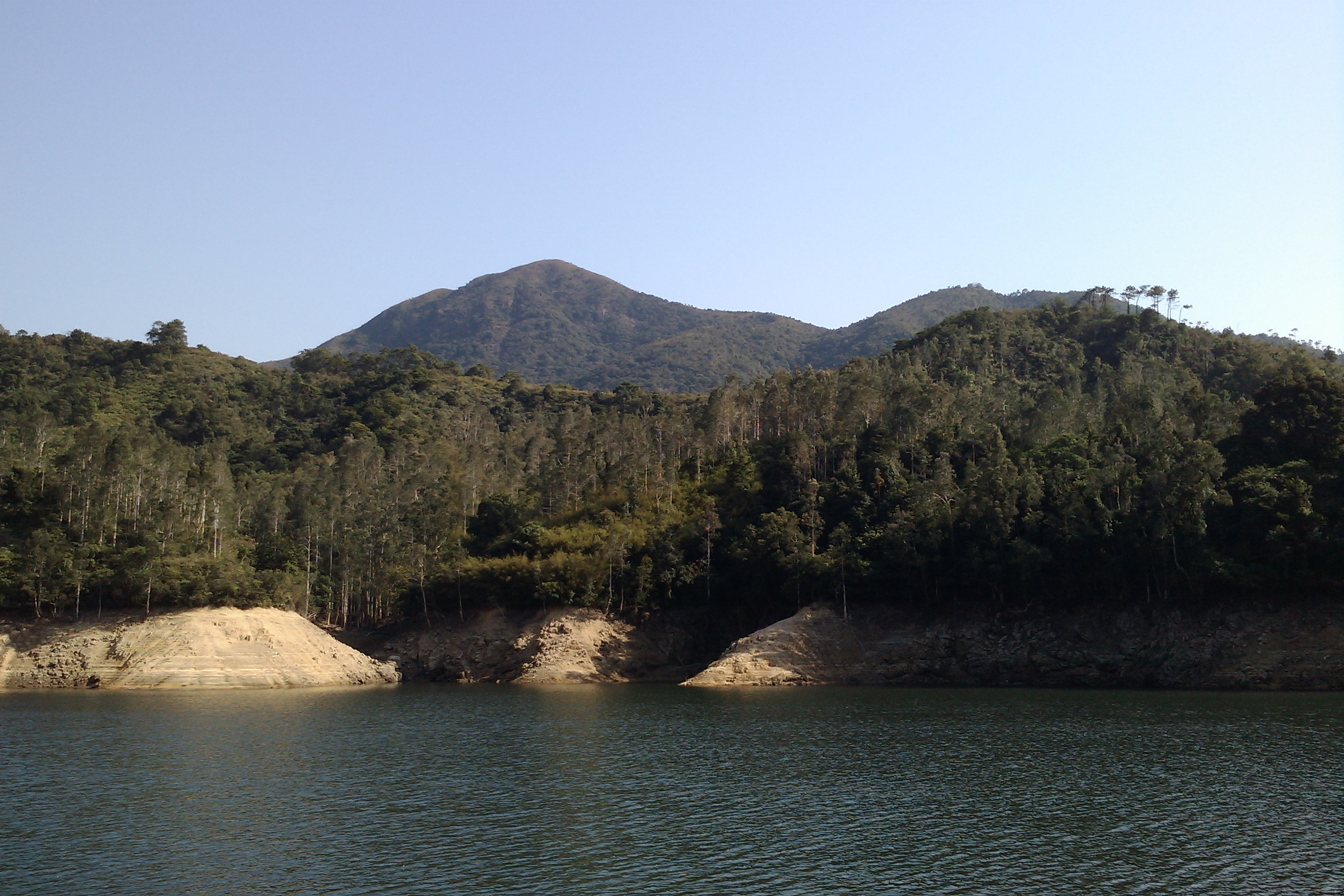
從城門水塘望向針山

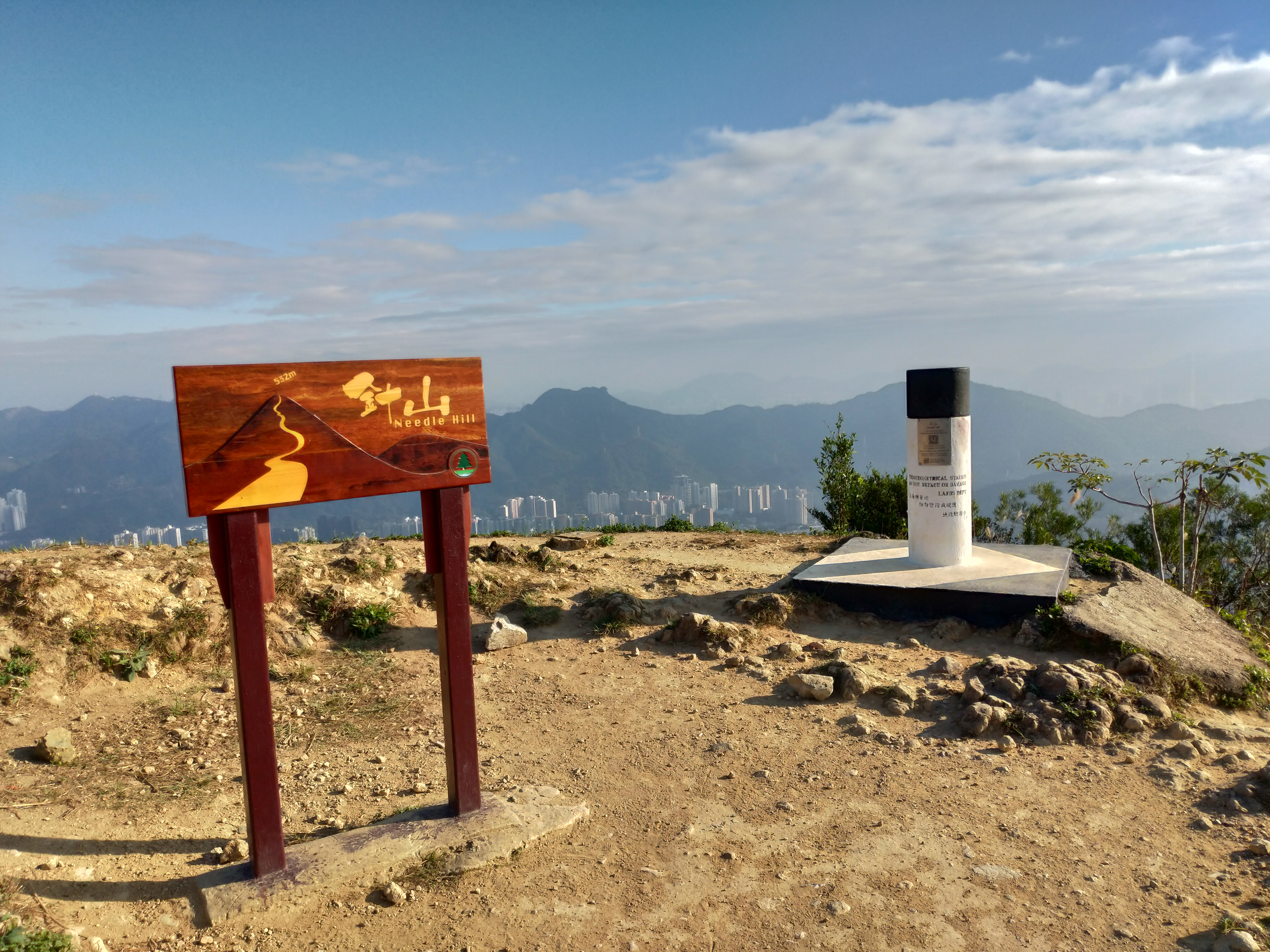
針山山頂上的三角點及標示牌

針山（英語：Needle Hill）是香港山峰之一，原名尖山峒（客家話中「尖」與「針」的讀音相似），後簡化爲尖山，因鄰近城門谷亦稱城門尖。針山位於新界中部，高海拔532米，北臨草山，南臨下城門水塘，西臨城門水塘，為城門隧道針山段之起點。它的主要特徵是頂峰看起來很尖。針山的山脊為沙田區和荃灣區的分界，西面為荃灣區城門峽，東面則為沙田區香粉寮，山頂設有地政總署測繪處的三角網測站，三角網測站編號412。

## 地理位置
針山是城門郊野公園的一部分，山脊路徑屬於麥理浩徑第七段，向東行可往草山。城門隧道部分穿越此山。

## 地質
針山山體由針山花崗岩構成。酸性岩漿在白堊紀形時入侵地殼，於城門河谷的西北方形成一個東北-西南走向的侵入體。岩漿冷卻後結晶成呈淡粉紅灰色、細粒及部份具斑狀岩理的針山花崗岩。由於較圍岩抗蝕，經剝蝕後突起成為針山。

## 針山鎢礦場

### 礦床類形及結構
- 針山鎢礦屬鎢錳鐵礦(wolframite) 、脈型(vein)熱液(hydrothermal)礦床。該礦床包括11條主要礦脈，藏於針山南部山體。火山活動時，岩漿由地幔向上入侵地殼。岩漿入侵活動到晚期時，會在地殼殘留含揮發性成分和金屬元素的熱水溶液。當外在環境改變，例如溫度或壓力降低時，其中的某些元素便會自熱液中析出並富集，形成熱液礦床。[5]
- 針山蘊藏豐富的黑鎢礦資源。本港在中生代時期經歷活躍的火山活動。在針山地區，花崗岩漿沿着斷層入侵地殼，相關的熱液進入岩脈及岩床，礦物富集及結晶後形成3-15吋寬、傾角70-90°、N40°W走向、200m-400m長的帶鎢錳鐵礦石英脈[6]。
- 輝鉬礦

### 開採法
- 於針山南面山坡海拔80-250米高度，挖掘多條水平坑道(adit)到達礦脈，再沿礦脈向上及向下採挖。
- 由於部份礦脈會於地面露頭，針山礦場也有採用由地面向下採挖的露天開採法。[7]

### 開採歷史
- 1935年前: 早於第一次世界大戰末期已有本地人於針山以土法開採鎢礦。惟由於技術落後及坑道通風欠佳，只能小規模開採接近地表的礦脈。由於採得鎢礦質素欠佳，經濟價值不大。[8]
- 1935-1941年: 高質素鎢礦脈在1930年代建築城門水塘時由土木工程師Mr. G Hull發現[9]。1935年，香港政府發放採礦牌照予Marsman Hong Kong China Limited。礦場於1938年開始生產，1938-1941年間開挖1、2、3號坑道，聘用500職工，每日處理100噸礦石，以重力分離法提煉，月產10噸鎢精礦 (65%WO3 )。
- 1942-1945: 針山鎢礦於日本佔領時期曾一度停止運作。期後由臺灣拓殖株式會社於1943年6月25日向大日本帝國內務省申請[10]，並於1943年7月9日獲批準重開[11]，期間開發第4、5號坑道，月產量約2公噸鎢精礦[12]。
- 1951-1955: 礦場由Hoong Foo Mining Company擁有。當時因為韓戰關係，市場需要大量鎢以製造軍備，例如鎗炮火箭等，引致鎢價格大幅上升。礦價高至每擔850港元[6][13][14]。礦場每月產量遂增至15至30公噸，礦場面積達364公頃，職工約2,000多人，前後共生產222噸鎢精礦(65%WO3)[15] 。
- 1956-1967 : 礦場由仁興礦務有限公司擁有，由許士芬博士擔任採礦工程師及總經理[16]。期間開發第8號坑道，總共開採63,846噸礦石，共生產223噸鎢精礦(69.6% WO3 ) 。採礦工人及文職人員等超過2,000人。到1967年，由於鎢的價格下降和勞動力成本增加，促使礦場停業[17]。採礦牌照交還政府[18]。

### 礦場遺址
- 從城門水塘小巴站出發，經過主壩到麥理浩徑，右轉入山徑小路，走過泥路便到達荒廢的仁興礦場遺址，包括辦公室及宿舍。遺址已長滿高樹，房子也只剩下幾道石屎牆。辦公室及宿舍東南方是一道由碎石組成的尾堆(waste tip)，上方有一個礦洞，以前礦工把不合用的碎石扔在洞口外，堆積成該尾堆。[19]碎石很多都藏有少量鎢或鉬，只是含量太少而被棄。[20]另外，針山南麓與下城門水塘之間、沿水務處車路以北，隱藏有採礦坑道出口。
- 1984年時，為興建城門隧道，承建商曾進入礦場視察。 坑道口在礦場關閉時雖然已封好，部份坑道已回填，但由於自然破損及人為破壞，所以不少坑道仍可進入。礦場舊址內部不見天日。[19]但由於洞內已積水，坑道的支撐亦已破敗，再加上採空的豎井可深達過100米，坑道其實十分危險，遊人不宜內進[13]。